# Sukaringin
Sukaringin is een bestuurslaag in het regentschap Bekasi van de provincie West-Java, Indonesië. Sukaringin telt 3967 inwoners (volkstelling 2010).